# Horrorkomödie

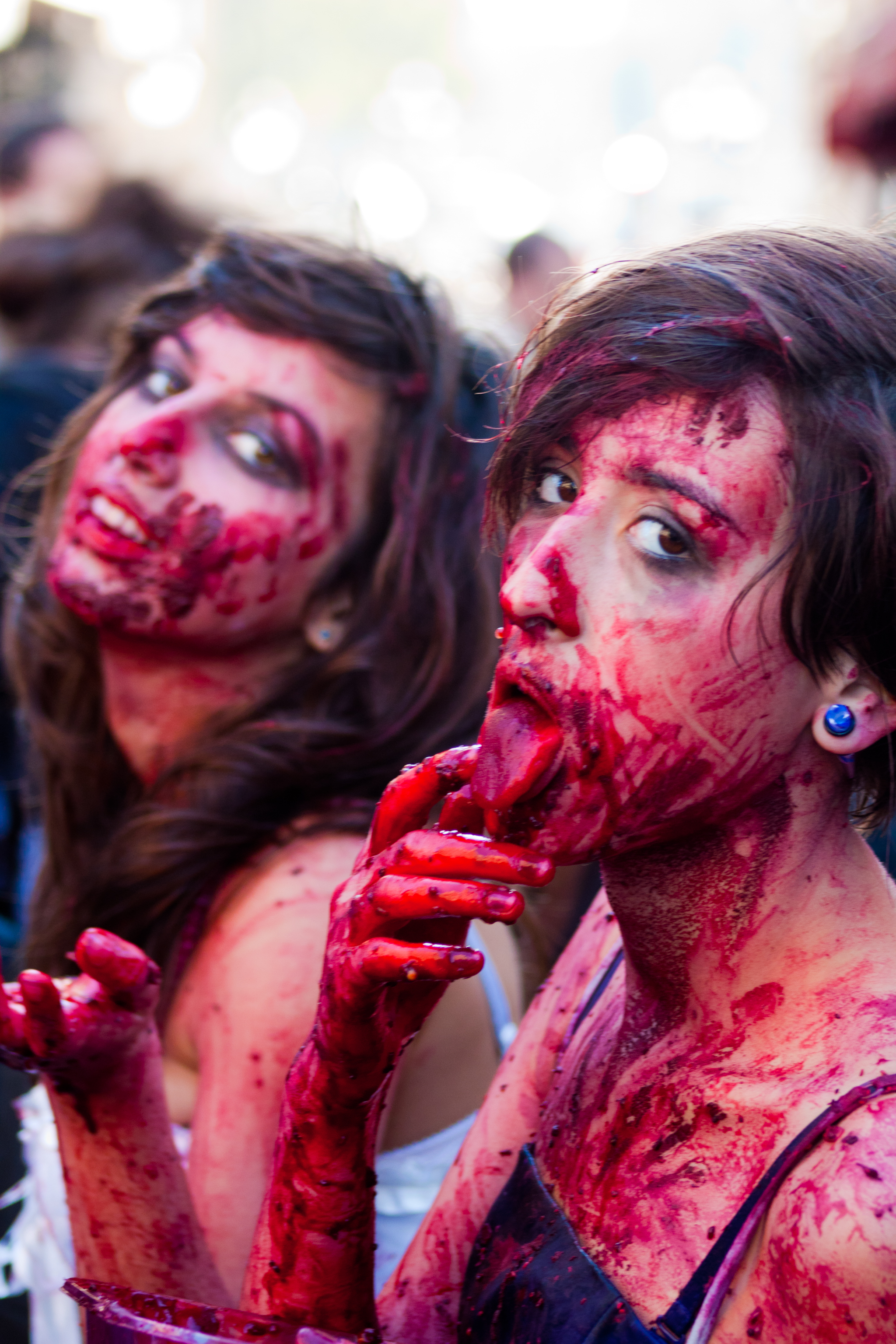
Fans der Horrorkomödie Zombieland 2011, Paris Zombie Walk

Eine Horrorkomödie ist nach Angabe des Lexikons der Filmbegriffe ein Subgenre der beiden Genre Komödie und Horrorfilm.
Von Motiv und Thema her müssten viele dieser Filme als Horrorfilm, Splatterfilm oder Body-Horror-Film gelten. Jedoch wird durch Karikatur, Parodie oder Persiflage bekannter Vorbilder oder Motive Komik erzeugt – z. B. machen Horrorkomödien sich über Vampire (Tanz der Vampire), Werwölfe (Der Werwolf von Washington) oder Zombies (Scouts vs. Zombies) lustig.
Besonders die schwarzen Komödie eignet sich gut für eine Kombination mit einer Horrorkomödie. Wenn das Zusammenspiel von Schockmomenten und Timing richtig dosiert ist, kann selbst ein Serienmörder lustig wirken, wie beispielsweise in Mary Harrons Verfilmung American Psycho des gleichnamigen Romans.
Horrorkomödien gibt es (unter anderem) in den Varianten des Monsterfilms (Re-Animator), des Zombiefilms (Stacy – Angriff der Zombie-Schulmädchen) und als Trashfilm (Big Ass Spider!), wobei auch eine Kombination von Elementen aus unterschiedlichen Genres möglich ist. Auch Mockumentaries, die sich durch ihren pseudo-dokumentarischen Stil auszeichnen, können zugleich Horrorkomödien sein (5 Zimmer Küche Sarg).
Mitunter wird für familientaugliche Filme mit weniger ausgeprägten Schockeffekten (wie z. B. Frankenstein Junior), sowie Animationsfilme (wie z. B. Die Addams Family 2) auch die Bezeichnung Gruselkomödie verwendet.

## Geschichte
Frühe Horrorkomödien aus den USA setzten sich insbesondere mit Persiflagen durch, wie z. B. in Filmen mit den Bud Abbott und Lou Costello (z. B. Abbott und Costello treffen Frankenstein von 1948), der auf der Liste des American Film Institute noch immer zu den 100 lustigsten Filmen gezählt wird.
In den 1960er Jahren kamen moderne Horrorfilme auf, was zur Folge hatte, dass bis in die 1970er Jahre zahlreiche Sleaze-, Schlock- und Trashfilme, sowie Monsterfilme und Tierhorrorfilme entstanden, von denen einige auch als Horrorkomödien gelten. (Siehe hierzu auch: Geschichtliche Entwicklung des Horrorfilms)
Alfred Hitchcock beabsichtigte sein (lange zensiertes) Meisterwerk Psycho (1960) selbst als Komödie, wie er dem BBC in einem Interview mitteilte. Er sei überrascht gewesen, so Hitchcock, dass die Zuschauer den Film ernst nahmen und ihn nicht, wie er selbst als amüsant und „großen Spaß“ (engl.: big joke) betrachteten. Bis heute gilt Psycho, obwohl sein Erschaffer ihn als den größten Spaß seines Lebens bezeichnete, als Horrorfilm.
Selbstironische Splatter- und Gorefilme markieren den Grenzbereich zwischen Schwarzer Komödie und Horrorkomödie.
Ab 1996 ist die Scream-Filmreihe von Wes Craven sogar erfolgreicher, als die persiflierten Horrorfilme.

## Überzeichnung als Stilmittel
Zu den Stilmitteln, die in Horrorkomödien zum Einsatz kommen, um die Zuschauer zum Lachen zu reizen, zählen z. B. Schwarzer Humor, makabere Dialoge, Galgenhumor, Schadenfreude und Ironie. Dabei können zusätzlich angsteinflößende Elemente eingebaut werden, oder durch Überzeichnung zu einer Parodie bzw. Karikatur werden, indem sie bis ins Groteske überzogen werden. Das Wiedererkennen von Setting, erzählerischen Anteilen, Figuren und Zitaten trägt dabei oft maßgeblich zur Komik des Films bei.
Mitunter ist die Satire bereits durch den Titel des Films ersichtlich, wobei auf das Vorwissen der Zuschauer aufgebaut wird. Shriek – Schrei, wenn du weißt, was ich letzten Freitag, den 13. getan habe, bezieht sich gleich hier auf drei bekannte Horrorfilme: Scream – Schrei!, Ich weiß, was du letzten Sommer getan hast und Freitag der 13.

## Unfreiwillige Komik
Unfreiwillig komische Horrorfilme, die der Kategorie der Trashfilm zugerechnet werden, zeichnen sich durch knappes Budget, fehlendes Talent der Mitwirkenden (Drehbuch, Regie, Produktion, Schauspieler) oder überzogene Ansprüche, einen herausragenden Film schaffen zu wollen, aus. Dabei können durchaus mehrere Faktoren zusammenkommen.
Ein besonders frappierendes Beispiel aus dieser Kategorie ist der Film Sharknado – Genug gesagt!, der ursprünglich offenbar als Mischung aus Tierhorror und Katastrophenfilm konzipiert worden war. Dabei gibt es zahllose Szenen, die – so eine Rezension aus der Zeit – „unfassbar bescheuert“ sind. Trashfilme sind stets ein dreckiges Vergnügen, die ihren Zuschauern ein wenig schnellen Spaß und später sehr viel stillen Schmerz bescheren. So auch bei Sharknado. Am Ende ist man trotzdem gerührt, dass dieser ganze Humbug offenbar ernst gemeint ist – von ironischer Brechung nichts zu spüren.

## Sub-Genres

### Monsterkomödien
Unter dem Oberbegriff Monsterfilme, finden sich Science-Fiction- und Horrorfilme mit Aliens, Außerirdischen, Kreuzungen aus Tier und Mensch, urzeitlichen oder mutierten Lebensformen wie z. B. zu gigantischen Proportionen mutierte Tiere.
Dabei ist eine saubere Abgrenzung nicht immer möglich, da einige Filmportale Vampire, Zombies, Werwölfe und/oder mutierte Superhelden mit als Monster klassifizieren, während andere sie separat betrachten, wie z. B. die Auflistung auf Moviepilot zeigt. Manchmal sind auch Monster unterschiedlicher Gattungen in ein und demselben Film vertreten, wie z. B. bei Monster Brawl (2011).

### Zombiekomödien

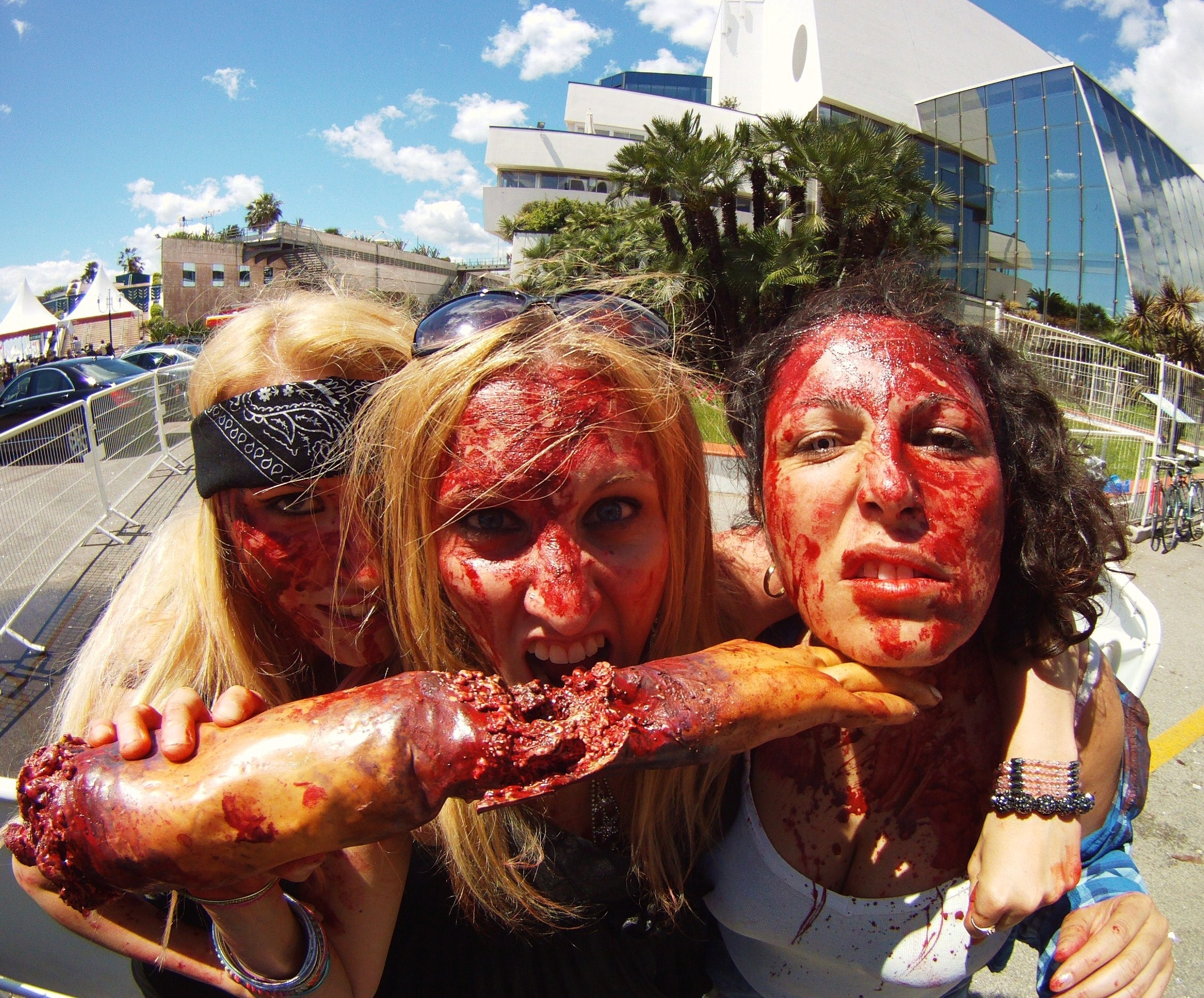
Genrefans nehmen sich beim Zombie Walk nicht sonderlich ernst; Cannes, 2013

Im Bereich der Zombiefilme ist die Auswahl an Parodien, Komödien und schwarzhumorigen Filmen so groß, dass diese von einigen Plattformen bereits separat aufgelistet werden.
Dabei waren insbesondere Shaun of the Dead (2004) von Edgar Wright und Zombieland (2009) von Ruben Fleischer sowohl bei Kritikern als auch beim Publikum sehr beliebt.
Braindead (1992) von Herr-der-Ringe-Regisseur Peter Jackson ist sogar auf dem Index, obwohl der Film von Kritikern überwiegend als gewaltiger Spaß gefeiert wird, wie auch diese Kritik deutlich macht: „Aus heutiger Sicht ist das eher ein schlechter Witz, denn Jacksons urkomischen Horror-Trash kann nun wirklich niemand ernstnehmen. Man wage einfach nur einen Blick auf die ikonische Pudding-Szene - dann weiß man, wieviel Humor der neuseeländische Filmemacher selbst aus den ekelhaftesten Momenten seines Films herausholt. Für uns ist und bleibt „Braindead“ der beste Splatterfilm aller Zeiten – und mit solch einer Qualität hat ein Film nichts auf dem Index zu suchen!“
Weitere Zombiekomödien sind z. B. Stacy – Angriff der Zombie-Schulmädchen (JAP, 2001), Boy Eats Girl (IRL, 2005), Cockneys vs Zombies (UK 2012), Warm Bodies (USA, 2013) sowie Stolz und Vorurteil und Zombies (USA, 2017), eine Parodie von der Verfilmung von Stolz und Vorurteil nach einem Roman von Jane Austen (1775–1817).

### Vampirkomödien
Eine der frühen Horrorkomödien, bei denen Vampire im Zentrum standen, war Tanz der Vampire, 1967 von Roman Polański. Es gibt jedoch eine ganze Reihe von Vampirfilmen, die sich dem Thema mit schwarzem Humor oder als Parodie nähern, dazu zählen unter anderem: Die rabenschwarze Nacht – Fright Night, Einmal beißen bitte, Dracula – Tot aber glücklich, From Dusk Till Dawn, Buffy – Der Vampir-Killer, Bloody Marie – Eine Frau mit Biß, Dark Shadows, Beilight – Bis(s) zum Abendbrot, Therapie für einen Vampir, 5 Zimmer Küche Sarg.
Mitunter treten auch Vampire gemeinsam mit Werwölfen auf, wie z. B. in Beilight – Bis(s) zum Abendbrot, der Parodie von Twilight – Biss zum Morgengrauen.
Eine vollständige Liste, bei der humorvolle Beiträge zum Teil gekennzeichnet sind, ist unter Liste von Vampirfilmen und -serien zu finden.

### Werwolfkomödien
Einer der Klassiker im Bereich der Werwolfkomödien ist Der Werwolf von Washington von 1973, der (im Original) vom Internet Archive zum Streamen gratis angeboten wird.
Weitere Vertreter des Genres sind American Werewolf (1981, John Landis) sowie Strippers vs Werewolves (2012, Jonathan Glendening), Another WolfCop (2017, Lowell Dean) und Werewolves Within (2012, Josh Ruben).
Im Grenzbereich in Richtung Familienfilm, Fantasy und/oder Mystery ist vom ursprünglichen Horror oft nur noch der Werwolf übrig, wie z. B. in Teenwolf (USA 1985) von Rod Daniel oder in der Animationsfilmreihe Hotel Transsilvanien. Außerdem gibt es Mehrteiler, wie Harry Potter, bei denen nur in einem Teil ein Werwolf dabei ist; Der Gefangene von Askaban (2004).

### Body-Horror-Komödien
Auch im Bereich Body Horror, der von ekelerregenden, körperlichen Veränderungen, Deformationen und Mutationen geprägt ist, kommt der Humor nicht zu kurz. Einer der ersten Vertreter dieses Genres ist möglicherweise der Re-Animator von 1985. Mitunter sind im Bereich Body Horror auch außerirdische Organismen auf der Suche nach einem passenden Wirt, wie in Slither – Voll auf den Schleim gegangen (2006). Es gibt aber auch lustige körperliche Veränderungen wie Stoßzähne Tusk (2014) oder eine mit Zähnen versehen, unter gewissen Umständen bissigen, Vagina Teeth – Wer zuletzt beißt, beißt am besten (2007).

### Horror-Trash-Komödien
Mittlerweile gibt es auch Low-Budget-Film, die mit für B-Movies typischen Elementen wie einer anspruchslosen Story und literweise Kunstblut spielen, um einen Trash-Effekt zu erzielen wie z. B. Bikini Spring Break Massaker. Bei derartigen Produktionen sind auch Beurteilungen wie diese Teil des Gesamtkonzepts Bikinis (und alles was darunter liegt), Party und Blut. Euren Verstand könnt ihr mit dem Vorspann abgeben und nach dem Abspann wieder einsammeln. Im Grunde keine schlechte Sache, solange die Unterhaltung stimmt, darf der Anspruch auch mal fehlen.
Auch Filme wie Haus der 1000 Leichen (2003 Regie: Rob Zombie) oder Planet Terror (2007 von Robert Rodriguez) wurden als Hommagen an das Horror-Trash-Kino der 1970er Jahre konzipiert.

### Gruselkomödie; familientaugliche Horrorkomödien
Insbesondere zu Halloween werden zahlreiche Horrorkomödien für die ganze Familie gezeigt, hierzu zählen einige Filme, die mittlerweile als Klassiker des Genres gelten wie Beetlejuice. Beschrieben u. a. als „durchgeknallte Horror-Komödie mit cooler Musik, guten Witzen und toller Besetzung. Für die ganze Familie“.
Die Tatsache, dass Humor immer Ansichtssache ist, zeigt sich, wenn die Bewertung was als Satire bzw. Ironie gelten darf unter moralischen Gesichtspunkten bewertet. Eine Familienkomödie wie die Addams Family (1991) wird beispielsweise auf dem amerikanischen Elternforum (Common Sence Media) für Kinder unter 12 Jahren als problematisch bewertet, weil von Sex gesprochen wird, Folter angedeutet wird und Waffen darin vorkommen. Zum Vergleich, eine deutschsprachige Bewertung, fiel mit dem Kommentar „Betrüger wollen eine horrible, aber sympathische Sippe ausnehmen… Geglückte Aufbereitung der kultigen Fernsehserie.“ deutlich milder aus.

## Chronologische Liste bekannter Horrorkomödien (Auswahl)
Da zahlreiche Horrorkomödien Überschneidungen zu anderen Filmgenres aufweisen, sind diese (so weit bekannt und nachvollziehbar) unter Sonstiges verzeichnet. Um einen besseren Überblick zu ermöglichen, wurden die Online-Empfehlungen des Horrormagazins, des Horrorfilme Portals, sowie von Cinema und kino.de unter der Rubrik Tipp gelistet. Es wurden nur Filme mit eigenem Eintrag berücksichtigt.
Einige Bewertungen beschränken sich vorab auf ein Subgenre, z. B. Vampirkomödien oder Zombiekomödien.

### Vor 1970
| Jahr | Film                                        | Land | Regie                                                                  | Sonstiges    | Tipp                        |
| ---- | ------------------------------------------- | ---- | ---------------------------------------------------------------------- | ------------ | --------------------------- |
| 1944 | Herr der Zombies – Insel der lebenden Toten | USA  | Jean Yarbrough                                                         | Zombiefilm   |                             |
| 1945 | Traum ohne Ende                             | UK   | Alberto Cavalcanti, Charles Crichton, Basil Dearden und Jean Yarbrough | Episodenfilm |                             |
| 1960 | Kleiner Laden voller Schrecken              | USA  | Roger Corman                                                           |              | [ 28 ]                      |
| 1963 | Der Rabe – Duell der Zauberer               | USA  | Roger Corman                                                           |              |                             |
| 1963 | Ruhe Sanft GmbH                             | USA  | Jacques Tourneur                                                       |              |                             |
| 1964 | Die Todeskarten des Dr. Schreck             | UK   | Freddie Francis                                                        |              |                             |
| 1967 | Tanz der Vampire                            | USA  | Roman Polański                                                         | Vampirfilm   | [ 26 ] [ 27 ] [ 28 ] [ 29 ] |

### 1970–1979
| Jahr | Film                                  | Land | Regie                 | Sonstiges                      | Tipp   |
| ---- | ------------------------------------- | ---- | --------------------- | ------------------------------ | ------ |
| 1971 | Das Schreckenskabinett des Dr. Phibes | UK   | Robert Fuest          | Monsterfilm                    |        |
| 1971 | Geschichten aus der Gruft             | UK   | Freddie Francis       | Episodenfilm                   |        |
| 1973 | Der Werwolf von Washington            | USA  | Milton Moses Ginsberg | Monsterfilm                    |        |
| 1973 | Theater des Grauens                   | UK   | Douglas Hickox        | Schwarze Komödie               |        |
| 1973 | Schlock – Das Bananenmonster          | USA  | John Landis           | Monsterfilm                    |        |
| 1974 | Frankenstein Junior                   | USA  | Mel Brooks            | Monsterfilm                    | [ 28 ] |
| 1975 | The Rocky Horror Picture Show         | USA  | Jim Sharman           | Musikfilm                      |        |
| 1977 | Death Bed: The Bed That Eats          | USA  | George Barry          | Independent-Film               |        |
| 1978 | Angriff der Killertomaten             | USA  | John De Bello         | Science-Fiction bzw. Trashfilm |        |

### 1980–1989

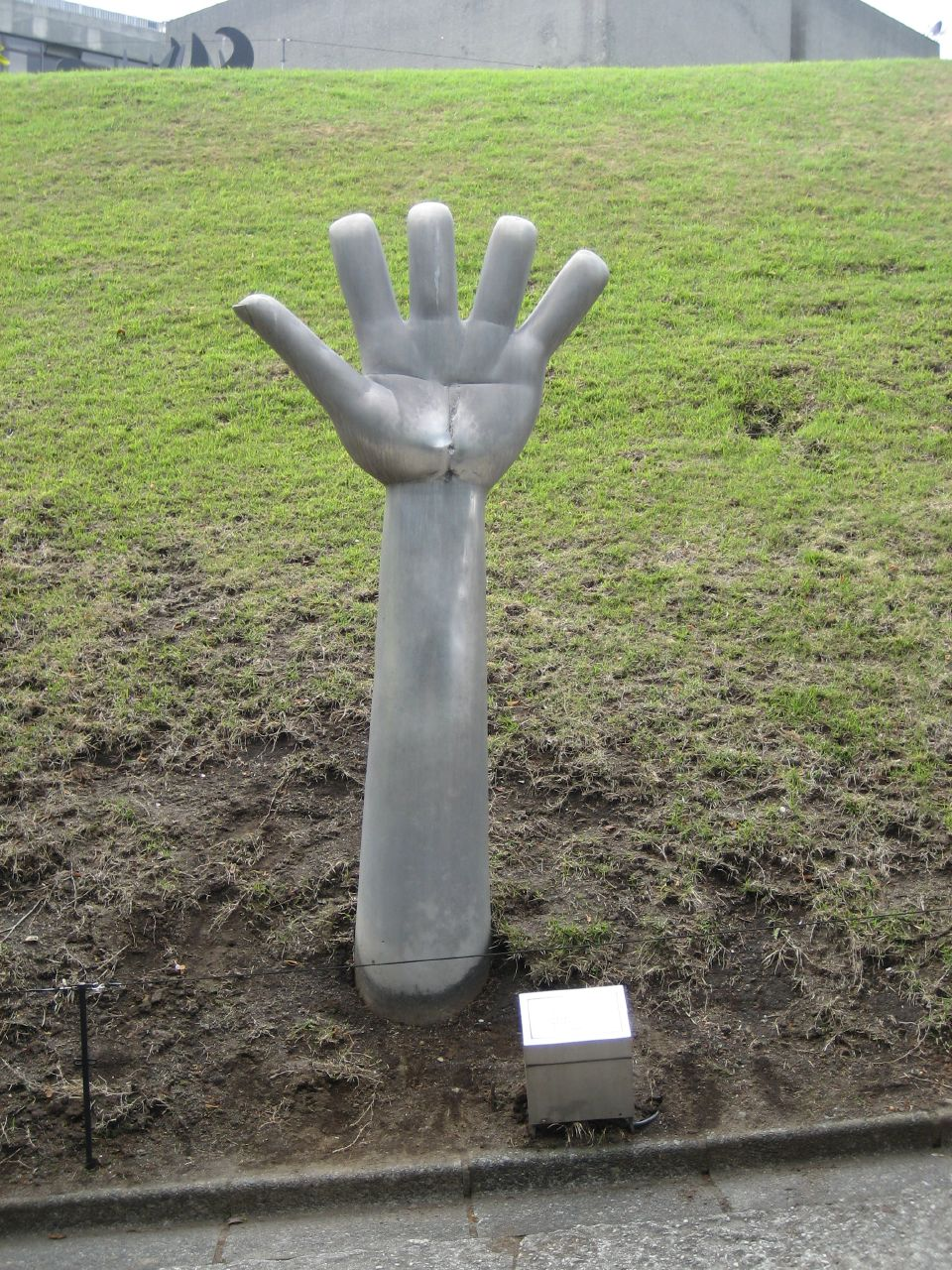
Shaun of the Dead Skulptur im Hakone-Open-Air-Museum

| Jahr | Film                                   | Land   | Regie              | Sonstiges                                                                   | Tipp                 |
| ---- | -------------------------------------- | ------ | ------------------ | --------------------------------------------------------------------------- | -------------------- |
| 1982 | Creepshow                              | USA    | George A. Romero   | Episodenfilm                                                                |                      |
| 1984 | Gremlins – Kleine Monster              | USA    | Joe Dante          | Monsterfilm; Fortsetzung 1990 Gremlins 2 – Die Rückkehr der kleinen Monster | [ 26 ] [ 27 ] [ 28 ] |
| 1985 | Einmal beißen bitte                    | USA    | Howard Storm       | Vampirfilm                                                                  | [ 29 ]               |
| 1985 | Ghoulies                               | USA    | Luca Bercovici     | Monsterfilm                                                                 |                      |
| 1985 | Die rabenschwarze Nacht – Fright Night | USA    | Tom Holland        | Vampirfilm, Fortsetzung: 1988 Mein Nachbar, der Vampir                      | [ 29 ]               |
| 1985 | Re-Animator                            | USA    | Stuart Gordon      | Body Horror                                                                 | [ 14 ]               |
| 1986 | Troll                                  | IT/USA | John Carl Buechler | Fantasyfilm                                                                 |                      |
| 1986 | Critters – Sie sind da!                | USA    | Stephen Herek      | Science-Fiction                                                             |                      |
| 1987 | Die Hexen von Eastwick                 | USA    | George Miller      | Fantasyfilm                                                                 |                      |
| 1987 | The Lost Boys                          | USA    | Joel Schumacher    | Fortsetzung 2008: Lost Boys 2: The Tribe                                    |                      |
| 1988 | Elvira – Herrscherin der Dunkelheit    | USA    | James Sirnorelli   |                                                                             |                      |
| 1988 | Beetlejuice                            | USA    | Tim Burton         | Schwarze Komödie                                                            | [ 14 ] [ 27 ] [ 28 ] |
| 1989 | Vampire’s Kiss                         | USA    | Robert Bierman     | Vampirfilm                                                                  | [ 29 ]               |

### 1990–1999
| Jahr | Film                                     | Land   | Regie               | Sonstiges                           | Tipp          |
| ---- | ---------------------------------------- | ------ | ------------------- | ----------------------------------- | ------------- |
| 1990 | Tremors – Im Land der Raketenwürmer      | USA    | Ron Underwood       | Monsterfilm                         |               |
| 1990 | Arachnophobia                            | USA    | Frank Marshall      | Tierhorror                          | [ 26 ]        |
| 1991 | Addams Family                            | USA    | Barry Sonnenfeld    | Familienfilm                        |               |
| 1991 | Buffy – Der Vampir-Killer                | USA    | Fran Rubel Kuzui    | Vampirfilm                          | [ 29 ]        |
| 1991 | Haus der Vergessenen                     | USA    | Wes Craven          |                                     | [ 26 ]        |
| 1992 | Braindead                                | NZL    | Peter Jackson       | Splatterfilm-Persiflage             | [ 14 ] [ 27 ] |
| 1992 | Evil Toons – Flotte Teens im Geisterhaus | USA    | Fred Olen Ray       | Realfilm mit animierten Charakteren |               |
| 1992 | Bloody Marie – Eine Frau mit Biß         | USA    | John Landis         | Vampirfilm                          |               |
| 1993 | Matinée                                  | USA    | Joe Dante           |                                     |               |
| 1994 | Shopping                                 | UK/JAP | Paul W. S. Anderson | Slasher-Film                        |               |
| 1995 | Dracula – Tot aber glücklich             | USA    | Mel Brooks          | Vampirfilm                          | [ 29 ]        |
| 1995 | Vampire in Brooklyn                      | USA    | Wes Craven          | Vampirfilm                          | [ 29 ]        |
| 1996 | From Dusk Till Dawn                      | USA    | Robert Rodriguez    | Vampirfilm                          |               |
| 1997 | American Werewolf in Paris               | USA    | Anthony Waller      | Werwolf- bzw. Monsterfilm           |               |
| 1997 | Office Killer                            | USA    | Cindy Sherman       |                                     |               |
| 1998 | Chucky und seine Braut                   | UK/USA | Ronny Yu            | Slasher-Film                        |               |
| 1999 | Lake Placid                              | USA    | Steve Miner         | Monsterfilm                         |               |

### 2000–2009
| Jahr | Film                                                                        | Land    | Regie                 | Sonstiges                                                             | Tipp                               |
| ---- | --------------------------------------------------------------------------- | ------- | --------------------- | --------------------------------------------------------------------- | ---------------------------------- |
| 2000 | Scary Movie                                                                 | USA     | Keenen Ivory Wayans   | sowie die Fortsetzungen von 2001, 2003, 2006 und 2013                 | [ 26 ] [ 28 ]                      |
| 2000 | American Psycho                                                             | USA/CAN | Mary Harron           | Serial-Killer-Film                                                    | [ 2 ]                              |
| 2000 | Shriek – Schrei, wenn du weißt, was ich letzten Freitag, den 13. getan habe | USA     | John Balnhardt        |                                                                       | [ 9 ]                              |
| 2001 | Stacy – Angriff der Zombie-Schulmädchen                                     | JAP     | Naoyuki Tomomatsu     | Zombiefilm                                                            |                                    |
| 2002 | Haus der 1000 Leichen                                                       | USA     | Rob Zombie            | Zombiefilm                                                            |                                    |
| 2004 | Shaun of the Dead                                                           | UK/FR   | Edgar Wright          | Zombiefilm, Teil 1 der Blood-and-Ice-Cream-Trilogie                   | [ 14 ] [ 15 ] [ 26 ] [ 27 ] [ 28 ] |
| 2005 | Feast                                                                       | USA     | John Gulager          | Splatterfilm                                                          |                                    |
| 2005 | Boy Eats Girl                                                               | IRL     | Stephen Bradley       | Zombiefilm                                                            |                                    |
| 2006 | Slither – Voll auf den Schleim gegangen                                     | USA     | James Gunn            | Body Horror & Science-Fiction                                         | [ 27 ]                             |
| 2007 | Planet Terror                                                               | USA     | Robert Rodriguez      | Actionfilm                                                            | [ 9 ]                              |
| 2007 | Teeth – Wer zuletzt beißt, beißt am besten                                  | USA     | Mitchell Lichtenstein | Body Horror                                                           |                                    |
| 2007 | My Name Is Bruce                                                            | USA     | Bruce Campbell        | Independent-Film                                                      | [ 25 ]                             |
| 2009 | Zombieland                                                                  | USA     | Ruben Fleischer       | Zombiefilm-Parodie; Fortsetzung: 2019 Zombieland: Doppelt hält besser | [ 14 ] [ 15 ] [ 26 ] [ 27 ]        |
| 2009 | Dead Snow                                                                   | NOR     | Tommy Wirkola         | Zombiefilm                                                            | [ 14 ] [ 15 ] [ 28 ]               |
| 2009 | Lesbian Vampire Killers                                                     | UK      | Phil Claydon          | Vampirfilm                                                            | [ 29 ]                             |
| 2009 | Suck – Bis(s) zum Erfolg                                                    | USA     | Rob Stefaniuk         | Vampirfilm                                                            | [ 29 ]                             |
| 2009 | Jennifer’s Body – Jungs nach ihrem Geschmack                                | USA     | Karyn Kusama          |                                                                       |                                    |

### Ab 2010
| Jahr | Film                                                | Land     | Regie                                  | Sonstiges                                                | Tipp                        |
| ---- | --------------------------------------------------- | -------- | -------------------------------------- | -------------------------------------------------------- | --------------------------- |
| 2010 | Tucker and Dale vs Evil                             | CAN      | Eli Craig                              | Splatter- und Slasher-Film                               | [ 25 ] [ 26 ] [ 27 ] [ 28 ] |
| 2010 | Piranha 3D                                          | USA      | Alexandre Aja                          | Splatterfilm                                             | [ 25 ]                      |
| 2010 | Arachnophobia                                       | USA      | Frank Marshall                         | Tierhorror                                               | [ 26 ]                      |
| 2010 | Rubber                                              | FR       | Quentin Dupieux                        | Independent-Film                                         | [ 28 ]                      |
| 2010 | Beilight – Bis(s) zum Abendbrot                     | USA      | Jason Friedberg und Aaron Seltzer      | Twilight – Biss zum Morgengrauen-Parodie                 | [ 29 ]                      |
| 2010 | Monster Brawl                                       | USA      | Jesse T. Cook                          | Monsterfilm                                              |                             |
| 2011 | Detention – Nachsitzen kann tödlich sein            | USA      | Joseph Kahn                            | Slasher-Film                                             | [ 25 ] [ 28 ]               |
| 2011 | Fright Night                                        | USA      | Craig Gillespie                        | Neuverfilmung von Die rabenschwarze Nacht – Fright Night | [ 26 ]                      |
| 2011 | Monster Brawl                                       | CAN      | Jesse T. Cook                          | Monsterfilm                                              | [ 25 ]                      |
| 2011 | Juan of the Dead                                    | ESP/CU   | Alejandro Brugués                      | Zombiefilm                                               | [ 15 ]                      |
| 2012 | The Cabin in the Woods                              | USA      | Drew Goddard                           | Zombiefilm                                               | [ 26 ] [ 27 ]               |
| 2012 | Sightseers                                          | UK       | Ben Wheatley                           |                                                          | [ 27 ]                      |
| 2012 | Dark Shadows                                        | USA      | Tim Burton                             | Vampirfilm                                               | [ 28 ] [ 29 ]               |
| 2012 | Bikini Spring Break Massaker                        | USA      | Michael Hoffman Jr. und Aaron T. Wells | Trashfilm                                                |                             |
| 2012 | Cockneys vs Zombies                                 | UK       | Matthias Hoene                         | Zombiefilm                                               | [ 28 ]                      |
| 2012 | Frankenweenie                                       | USA      | Tim Burton                             | Monsterfilm                                              |                             |
| 2013 | Die Hexen von Zugarramurdi                          | ESP / FR | Álex de la Iglesia                     |                                                          | [ 25 ]                      |
| 2013 | Warm Bodies                                         | USA      | Jonathan Levine                        | Zombiefilm                                               | [ 15 ]                      |
| 2014 | 5 Zimmer Küche Sarg                                 | NZL      | Jemaine Clement und Taika Waititi      | Vampirfilm-Mockumentary                                  | [ 29 ]                      |
| 2014 | Tusk                                                | USA      | Kevin Smith                            | Body Horror                                              | [ 28 ]                      |
| 2014 | Therapie für einen Vampir                           | AT / CH  | David Ruehm                            | Vampirfilm                                               |                             |
| 2015 | The Visit                                           | USA/UK   | Burr Steers                            | Mit Found Footage                                        | [ 26 ]                      |
| 2015 | The Voices                                          | USA/GER  | Marjane Satrapi                        |                                                          | [ 26 ]                      |
| 2015 | Scouts vs. Zombies – Handbuch zur Zombie-Apokalypse | USA      | Christopher B. Landon                  | Zombiefilm                                               | [ 15 ] [ 25 ]               |
| 2015 | Deathgasm                                           | NZL      | Jason Lei Howden                       |                                                          | [ 25 ]                      |
| 2015 | Kartoffelsalat – Nicht fragen!                      | GER      | Michael David Pate                     | Low-Budget-Film                                          | [ 28 ]                      |
| 2017 | Stolz und Vorurteil und Zombies                     | USA      | M. Night Shyamalan                     | Zombiefilm, Parodie der Stolz-und-Vorurteil-Verfilmungen | [ 15 ] [ 28 ]               |
| 2017 | The Babysitter                                      | USA      | McG                                    | Fortsetzung 2020:The Babysitter: Killer Queen            |                             |
| 2017 | Happy Deathday                                      | USA      | Christopher B. Landon                  | Mysteryfilm, Fortsetzung 2019:Happy Deathday 2U          | [ 25 ] [ 26 ]               |
| 2017 | Get Out                                             | USA      | Jordan Peele                           | Mystery-Thriller                                         | [ 25 ]                      |
| 2017 | Anna und die Apokalypse                             | UK       | John McPhail                           | Zombie-Musical                                           |                             |
| 2018 | Piercing                                            | USA      | Nicolas Pesce                          | Satirischer Horror-Thriller, Literaturverfilmung         | [ 30 ]                      |
| 2019 | The Dead Don’t Die                                  | USA      | Jim Jarmusch                           | Zombiefilm                                               |                             |

### Ab 2020
| Jahr | Film                                             | Land | Regie                 | Sonstiges                                                                   | Tipp   |
| ---- | ------------------------------------------------ | ---- | --------------------- | --------------------------------------------------------------------------- | ------ |
| 2020 | Cyst                                             | USA  | Tyler Russell         | Body-Horror                                                                 |        |
| 2020 | Freaky                                           | USA  | Christopher B. Landon | Körpertauschfilm                                                            |        |
| 2021 | Black Friday – Überlebenschance stark reduziert! | USA  | Casey Tebo            | Zombiefilm mit Body-Horror, war zunächst nur als Video-on-Demand erhältlich |        |
| 2022 | The Menu                                         | USA  | Mark Mylod            | Schwarze Komödie                                                            | [ 31 ] |
| 2022 | Bodies Bodies Bodies                             | USA  | Halina Reijn          | Horrorkomödie Thriller-Elementen                                            | [ 31 ] |
| 2023 | Cocaine Bear                                     | USA  | Elizabeth Banks       | Tierhorror                                                                  | [ 32 ] |
| 2024 | Lisa Frankenstein                                | USA  | Zelda Williams        | Romantische Komödie                                                         | [ 33 ] |
| 2024 | The Monkey                                       | USA  | Oz Perkins            | Tierhorror                                                                  | [ 34 ] |